# Chrome hexavalent

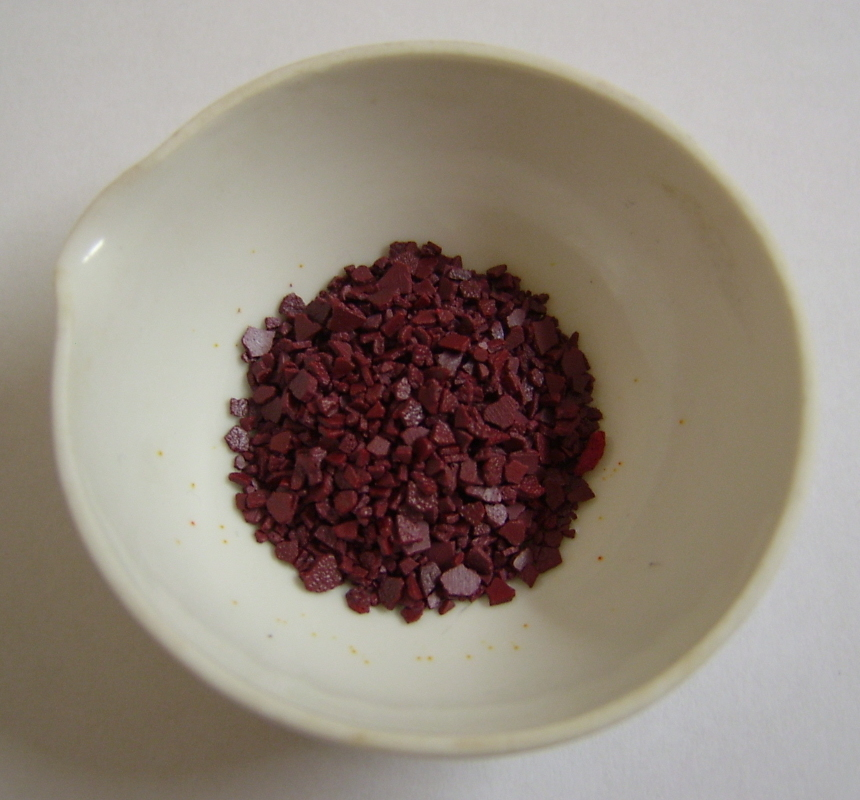
Un composé de chrome hexavalent : l'oxyde de chrome(VI).

Le chrome hexavalent, chrome(VI), CrVI ou chrome 6 est le 6e état d'oxydation du chrome. Les produits qui en contiennent sont le plus souvent extrêmement toxiques.
Presque tout le minerai de chrome est traité en passant par le stade « chrome hexavalent », en particulier le dichromate de sodium salé. Le chrome hexavalent est la clé de tous les matériaux fabriqués à partir de chrome. 
Le chrome est présent dans cet état d’oxydation dans de nombreux composés, tels que le trioxyde de chrome (anhydride chromique), le dichromate de sodium, le dichromate de potassium et le chromate de strontium, des pigments de chromate utilisés dans divers colorants, peintures, encres, teintures textiles et plastiques ; des chromates sont aussi ajoutés comme additifs (agents anticorrosifs) aux peintures. Les composés du chrome sont également utilisés par de nombreux procédés industriels : tannage du cuir, traitement de surface (apprêt avant peinture, autres revêtements ; de l'acide chromique / trioxyde de chrome fournit un revêtement décoratif ou protecteur plaqué sur des pièces métalliques (chromage dur, décors par chromage, revêtement anticorrosion, revêtements de conversion aux chromates, le chrome hexavalent est aussi un biocide utilisé pour la préservation du bois et a divers autres usages de niche, etc.
Tous ces procédés et usages valorisent une propriété du chrome VI faisant de lui un cation fortement oxydant, mais qui le rend aussi très dangereux pour la santé et l'environnement. 
Tous les composés de chrome hexavalent sont toxiques et écotoxiques (en raison de leurs caractères hyperoxydants, génotoxiques et cancérigènes (le chrome VI est classé dans le groupe 1 du CIRC/IARC), en particulier quand ils sont présents en suspension dans l'air et inhalés (cause de cancer du poumon). Des associations positives ont également été observées entre l'exposition aux composés du chrome (VI) et le cancer du nez ainsi que le cancer des sinus nasaux. De nombreuses professions exposent au chrome hexavalent. C'est notamment le cas des travailleurs qui manipulent des produits contenant du chromate, et de ceux qui meulent et/ou soudent l'acier inoxydable. Les travailleurs exposés au chrome hexavalent courent un risque accru de développer un cancer du poumon, de l'asthme ou des lésions de l'épithélium nasal et de la peau. Au sein de l'Union européenne, l'utilisation du chrome hexavalent dans les équipements électroniques est largement interdite par la directive sur la restriction des substances dangereuses et le règlement de l'Union européenne sur l'enregistrement, l'évaluation, l'autorisation et la restriction des produits chimiques.
Le chrome hexavalent peut également être trouvé dans les sols, l'eau potable et les systèmes d'eau publics où il est un indicateur de pollution industrielle,.
En dépit de sa dangerosité, il continue à être fabriqué et est très utilisé : à titre d'exemple, environ 136 000 tonnes (150 000 tonnes) de chrome hexavalent ont été produites en 1985 dans le monde.
Du chrome hexavalent peut se former comme sous-produit ou déchet lors de l'exécution de « travaux à chaud », comme le soudage sur de l'acier inoxydable ou la fusion de chrome métallique. Dans ces situations, le chrome n'est pas originellement hexavalent, mais les températures élevées impliquées dans le processus entraînent une oxydation qui convertit le chrome en un état hexavalent.

## Applications militaires et nucléaires
Après la Seconde Guerre mondiale, des armées comme celle des États-Unis (US Army) ont utilisé certains composés du chrome hexavalent pour protéger certains véhicules et équipement terrestres, marin et aériens (aviation, systèmes de missiles) de la corrosion. Un apprêt réactif est alors pulvérisé sur le métal nu en tant que couche de prétraitement et de protection.
De 2012 à 2015, le laboratoire de recherche de l'US Army a mené des recherches sur un remplacement d'apprêts protecteurs de métaux, dans le cadre des efforts du DoD pour éliminer l'utilisation de certains produits toxiques dans l'armée. Des études ont conclu que les apprêts réactifs à base de chrome contenaient des polluants de l'air dangereux et des taux élevés de composés organiques volatils (COV). La recherche a finalement conduit au retrait des produits de chromate des installations de l'armée en 2017,.

## Toxicologie, écotoxicologie
Le chrome hexavalent est classé comme cancérogène, mutagène et reprotoxique, et à ce titre soumis à la réglementation européenne « Reach » (Registration, Evaluation, Authorization and restriction of CHemicals).

## Précautions d'utilisation
La Directive RoHS européenne interdit l'utilisation de chrome hexavalent à plus de 0,1 % en masse.
De nombreux cas d'intoxication au chrome hexavalent sont rapportés par le Blacksmith Institute dans l'État d'Orissa en Inde et plus particulièrement à Sukinda Valley (l'un des sites les plus pollués au monde du fait des vastes mines de chrome à ciel ouvert et de l'absence de mesures et de traitements des roches souillées et des eaux contaminées. 
En France, l'un des derniers accidents industriels s'est déroulé à Beynost dans le département de l'Ain en 2019, causé par l'ouverture inopportune de la vanne d'une cuve de bain de chromage, par une société spécialisée dans le traitement de surface. Cette fausse manœuvre a répandu sur le sol, jusqu'à l'extérieur de l'entreprise, plusieurs milliers de litres d'acide chromique hautement polluant, à proximité d'un parc de jeux pour enfants.